# André Testut
André Testut (Lyon, 1926. április 13. – Lyon, 2005. szeptember 24.) monacói autóversenyző.

## Pályafutása
1958-ban és 1959-ben jelen volt a Formula–1-es világbajnokság monacói versenyén. Testut egyik alkalommal sem jutott túl a kvalifikáción, így a futamokon már nem rajtolhatott el.
1959-ben elindult a Le Mans-i 24 órás viadalon. André és társa Jean Laroche nyolcvannyolc kör megtétele után kiesett a futamon.

## Eredményei

### Teljes Formula–1-es eredménylistája
(Táblázat értelmezése)

(Félkövér: pole-pozícióból indult; dőlt: leggyorsabb kört futott) 

| Év   | Csapat                 | Modell        | Motor               | 1      | 2      | 3   | 4   | 5   | 6   | 7   | 8   | 9   | 10  | 11  | Helyezés | Pont |
| ---- | ---------------------- | ------------- | ------------------- | ------ | ------ | --- | --- | --- | --- | --- | --- | --- | --- | --- | -------- | ---- |
| 1958 | André Testut           | Maserati 250F | Maserati Straight-6 | ARG    | MON Nk | NED | 500 | BEL | FRA | GBR | GER | POR | ITA | MOR | -        | 0    |
| 1959 | Monte Carlo Auto Sport | Maserati 250F | Maserati Straight-6 | MON Nk | 500    | NED | FRA | GBR | GER | POR | ITA | USA |     |     | -        | 0    |

### Le Mans-i 24 órás autóverseny
| Év   | Csapat              | Autó               | Csapattárs   | Helyezés |
| ---- | ------------------- | ------------------ | ------------ | -------- |
| 1959 | O.S.C.A. Automobili | O.S.C.A. 750 Sport | Jean Laroche | Kiesett  |

## Külső hivatkozások
- Profilja a statsf1.com honlapon (angolul)
- Profilja a driverdatabase.com honlapon (angolul)

1. 1 2  Fichier des personnes décédées mirror. (Hozzáférés: 2021. szeptember 11.)